# Egbertschrijn
Het Egbertschrijn, ook wel Draagaltaar van Sint-Andreas, is een 10e-eeuws reliekschrijn, dat in de Schatkamer van de Dom van Trier in de Duitse stad Trier bewaard wordt. Het rijk versierde product van edelsmeedkunst wordt toegeschreven aan de zogenaamde Egbertwerkplaatsen van aartsbisschop Egbert van Trier en geldt als een hoogtepunt van de Ottoonse renaissance.

## Geschiedenis
Het reliekschrijn ontstond waarschijnlijk eind 10e eeuw in een van de kunstnijverheidswerkplaatsen van Egbert van Trier, aartsbisschop van Trier van 977 tot 993. Volgens een inscriptie was Egbert tevens opdrachtgever voor het voorwerp, dat als bewaarplaats moest dienen voor een belangrijk reliek, de sandaal van de apostel Andreas, die in deze tijd grote verering genoot. Het reliek zou volgens de overlevering door Helena van Constantinopel, de moeder van Constantijn de Grote, in Trier terecht zijn gekomen. Helena zou ook de relieken van een andere apostel, Petrus, aan de Dom van Trier geschonken hebben. De bekendste daarvan, de staf van Petrus, kreeg eveneens een reliekhouder uit de Egbertwerkplaatsen, maar deze verdween later naar de Dom van Limburg.

## Beschrijving

### Uiterlijk van het schrijn
Het Egbertschrijn heeft de vorm van een kistje, eigenlijk een draagaltaar met de afmetingen 45 × 22 × 14 cm. Het kistje wordt gedragen door vier liggende leeuwtjes met op hun rug korte zuiltjes. Dat het hier om een draagaltaar gaat, blijkt onder andere uit het randschrift op het 'deksel' van plaatgoud. Op het deksel is tevens een plaatje van millefioriglas bevestigd, met een inscriptie die duidelijk maakt dat het altaar gewijd is aan Andreas. Boven op de afdekplaat is een eveneens van goudplaat vervaardigde voet bevestigd, verwijzend naar het belangrijkste reliek in het schrijn: de zool van de sandaal van de apostel Andreas. De met edelstenen bezette sandaalriemen van de voet benadrukken dit. Het schrijn bevatte oorspronkelijk enkele andere belangrijke relieken: de drinknap van de heilige Helena, een pluk baardharen van Sint-Petrus, enkele schakels van de ketting waarmee hij vastgeketend was, en een nagel van het Heilig Kruis. Deze voorwerpen worden tegenwoordig afzonderlijk tentoongesteld in de schatkamer.
De zijkanten van het schrijn bestaan uit versierde ivoren platen. De lange zijden zijn in drie velden verdeeld, die omrand zijn met filigraanwerk met edelstenen en emaillen plaatjes. Die laatste tonen bloemmotieven. Centraal in de middenvelden is een gegoten gouden leeuwenreliëf geplaatst. De hoekvelden bevatten op die plaats emaillen plaatjes met de vier evangelistensymbolen, waarvan de vormgeving geïnspireerd is door de toenmalige boekverluchting in Trier.
De korte zijden wijken hiervan af, doordat ze uit slechts één veld bestaan. De randen zijn min of meer hetzelfde, maar de velden zijn veel gevulder, met ronde schijven omgeven door parels en edelstenen die een Andreaskruis vormen. Aan de kant van de hiel bestaat deze schijf uit een hergebruikt Merovingisch sieraad van almandijn met een munt van de Byzantijnse keizer Justinianus I in het midden.

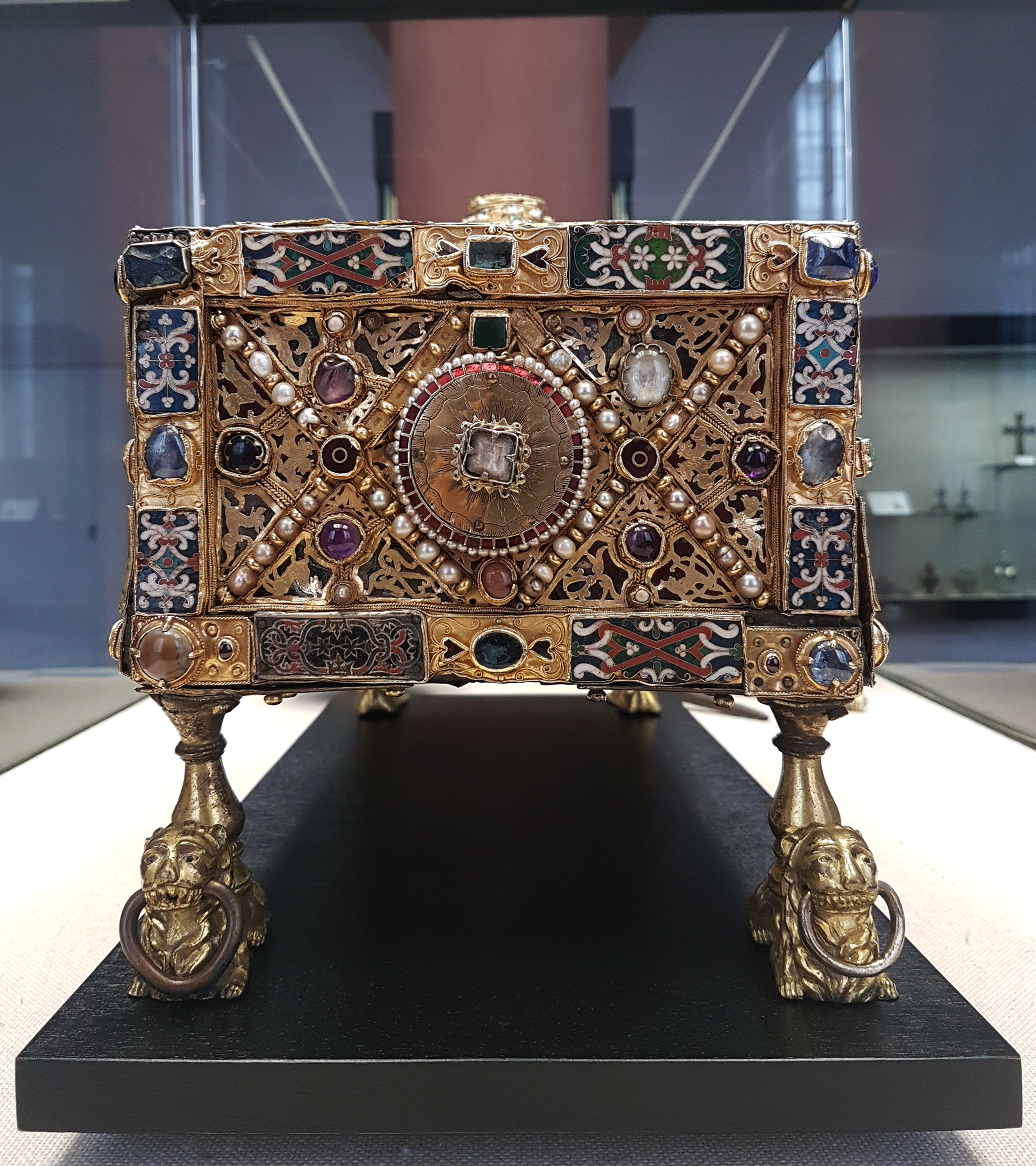
Een van de korte zijden
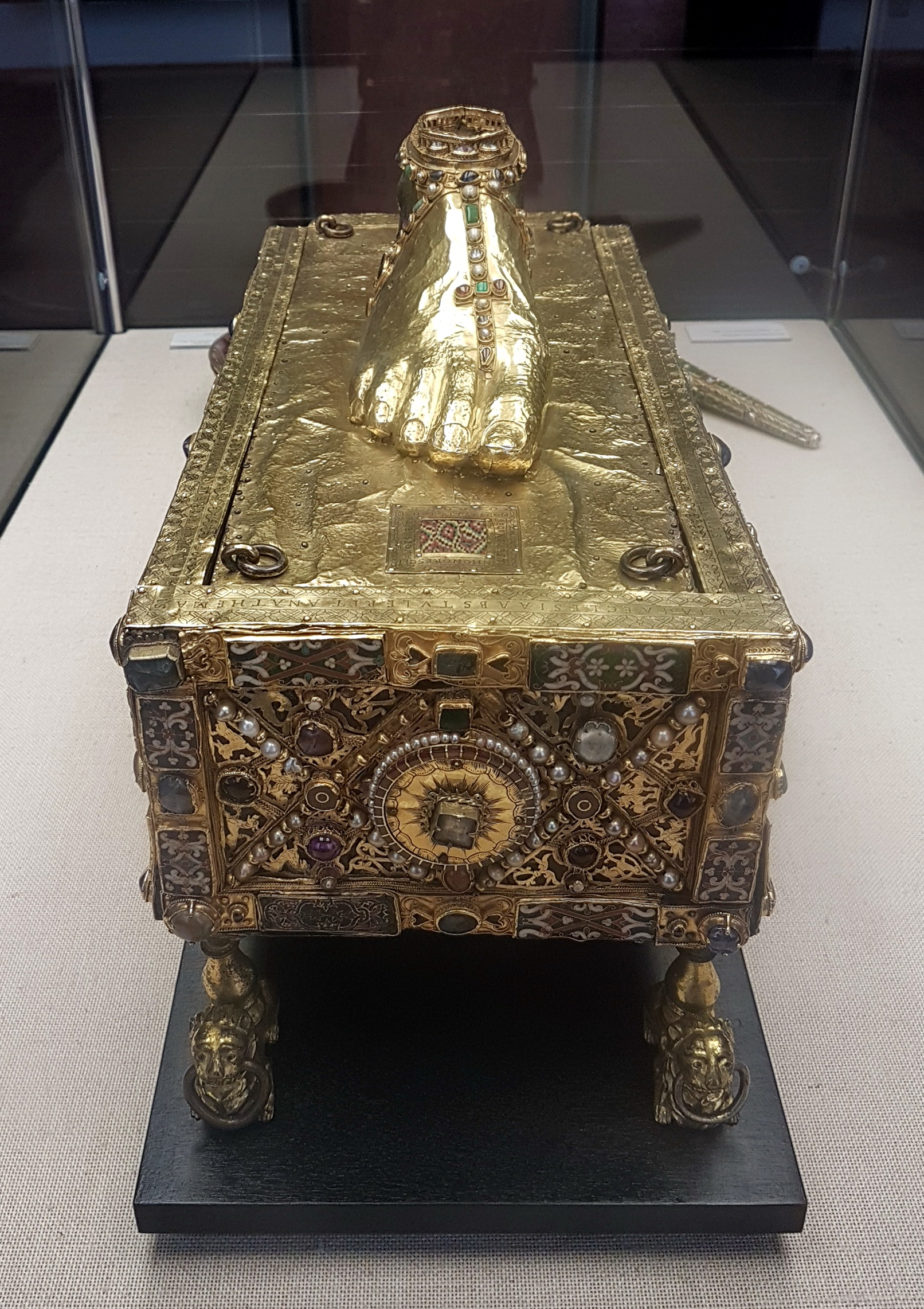
Bovenaanzicht
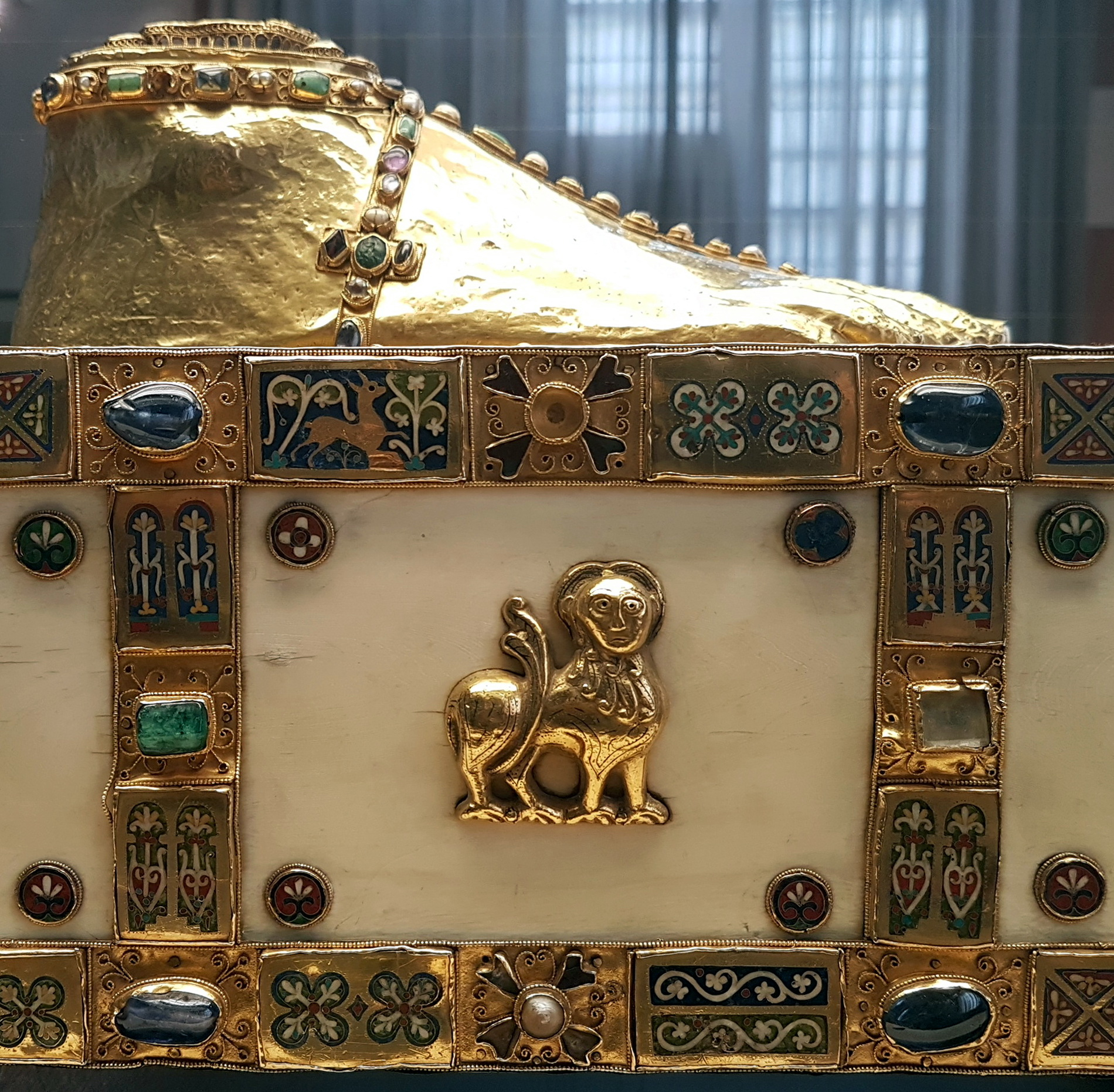
Middenpaneel en voet
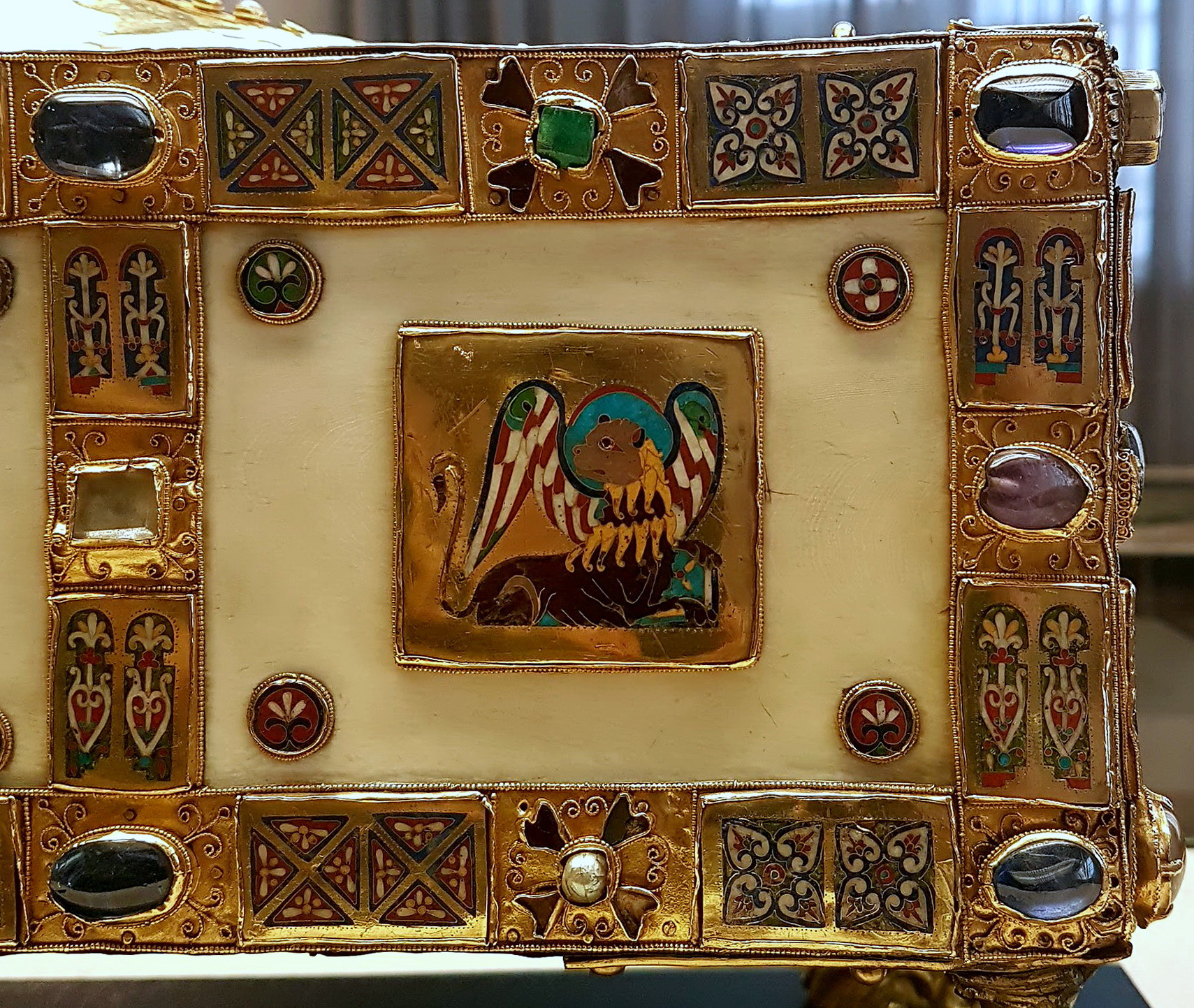
Hoekpaneel: Sint-Marcus

### Inhoud van het schrijn
Naast de sandaal van Andreas en de baardharen van Petrus bevonden zich in het schrijn andere relieken, die al dan niet in een eigen behuizing afzonderlijk worden tentoongesteld. De zogenaamde drinknap van de heilige Helena is gemaakt van amethist en dateert mogelijk uit de 3e of 4e eeuw. Het zilverbeslag is Boheems en dateert uit de 14e eeuw.
De Heilige Nagel is een nagel van het Heilig Kruis, volgens de legende eveneens door Helena meegebracht uit het Heilige Land. De kostbare houder van dit eerstegraads relikwie is door het Egbertatelier omstreeks het jaar 1000 vervaardigd. Evenals bij het Egbertschrijn zelf, gaat het hier om een zogenaamde 'sprekende reliekhouder': de vorm van het omhulsel zegt al meteen wat erin zit. Het 21,4 cm lange voorwerp is aan alle vier zijden rijk versierd met edelstenen en emailleplaatjes. Vooral de afneembare dop is uitbundig gedecoreerd. Volgens de overlevering zouden bij reliekentoningen meerdere blinden ziende zijn geworden door de Heilige Nagel.
Twee schakels van de ketting waarmee Petrus in Jeruzalem geketend werd, werden in het verleden eveneens bewaard in het Egbertschrijn. Ze zijn thans opgeborgen in een deels vergulde, neogotische reliekhouder van de Trierse edelsmid Josef Brems uit 1895. Deze verving een reliekhouder die in de Franse tijd verloren was gegaan. Als voorbeeld diende de 14e-eeuwse Sint-Annareliekhouder uit de schatkamer. Vier engelen dragen een gotisch reliekschrijntje, deels van glas of kristal, waarin de twee schakels zichtbaar zijn.

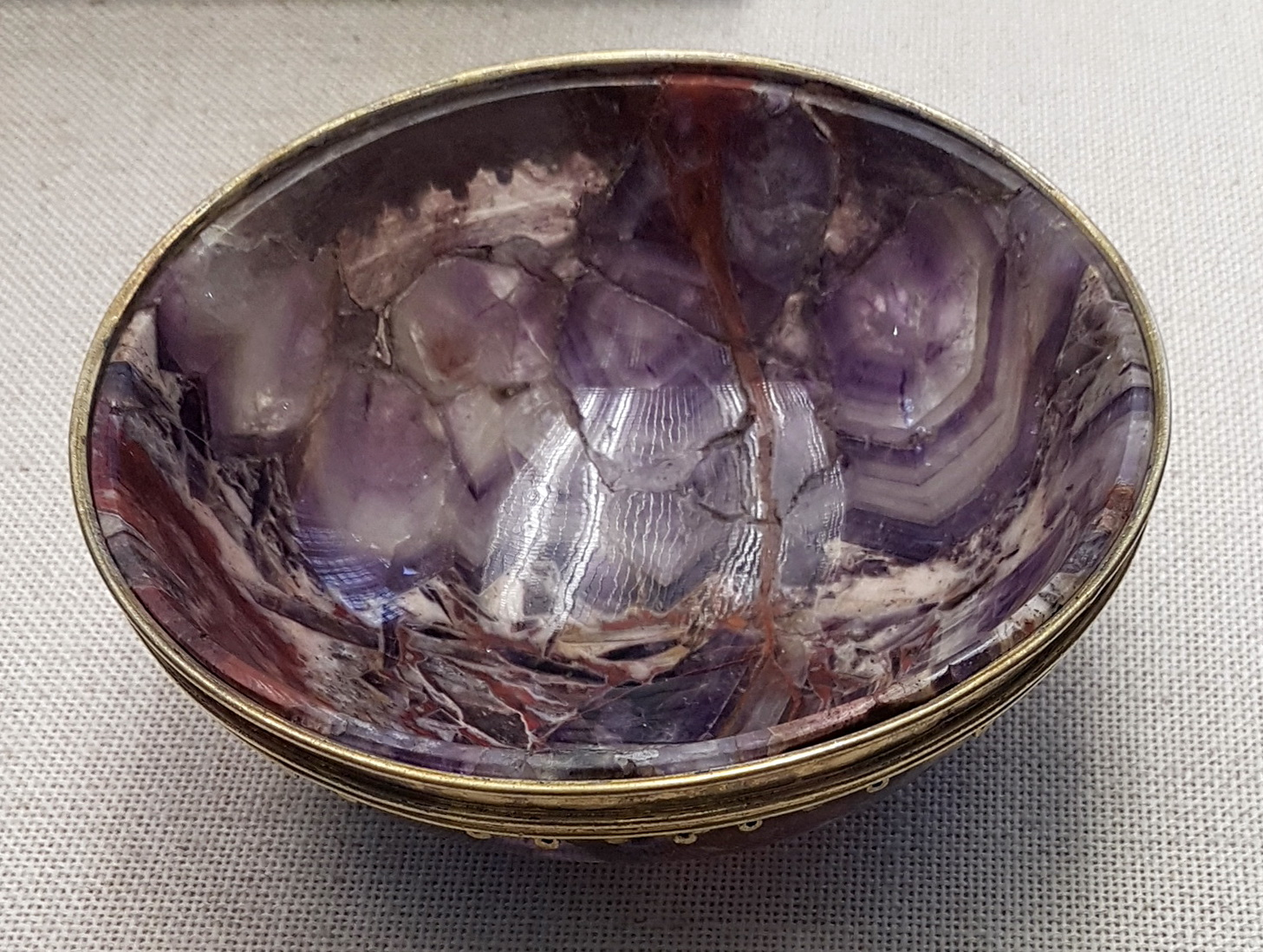
Drinknap van Sint-Helena
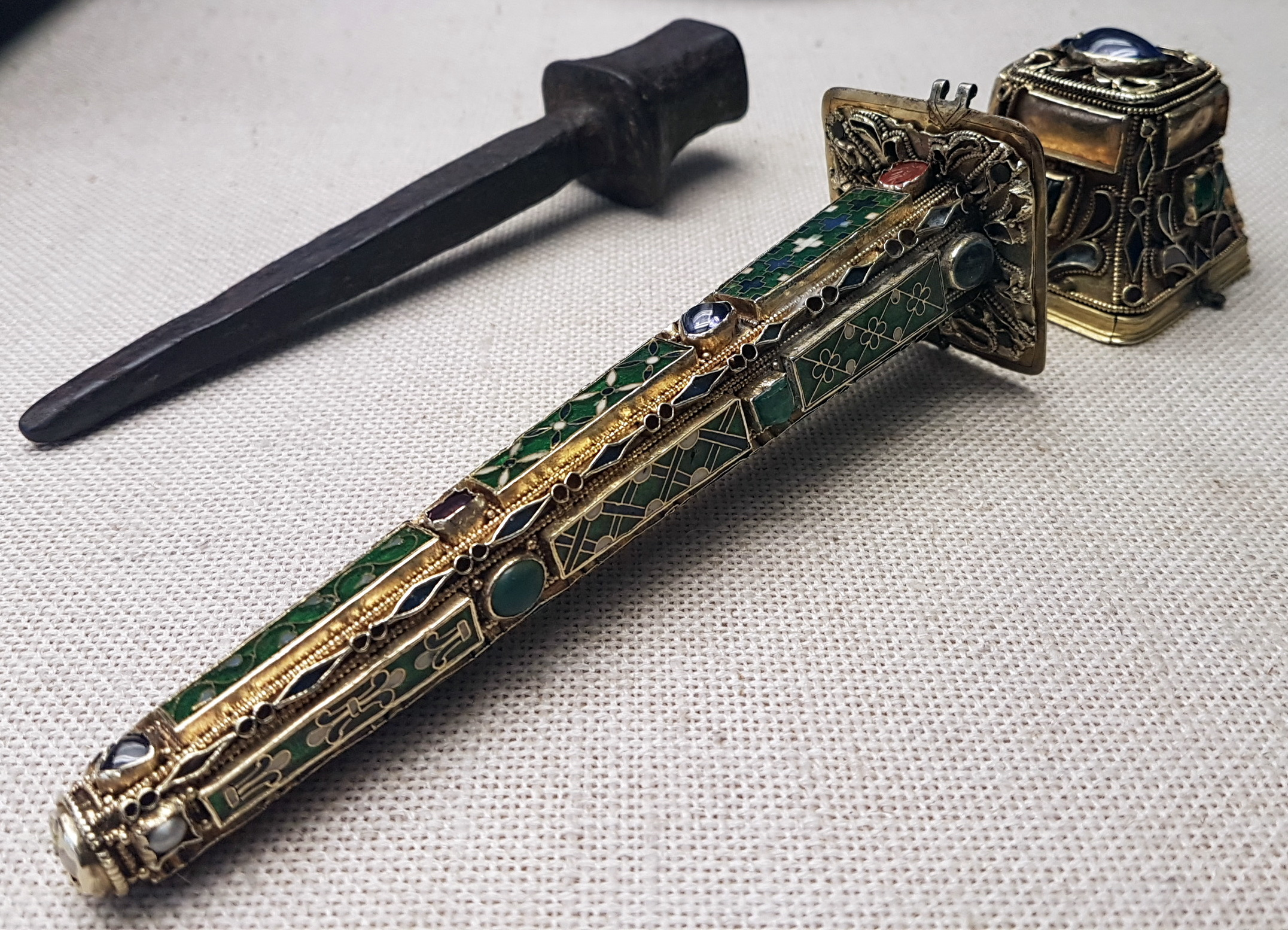
Reliekhouder Heilige Nagel
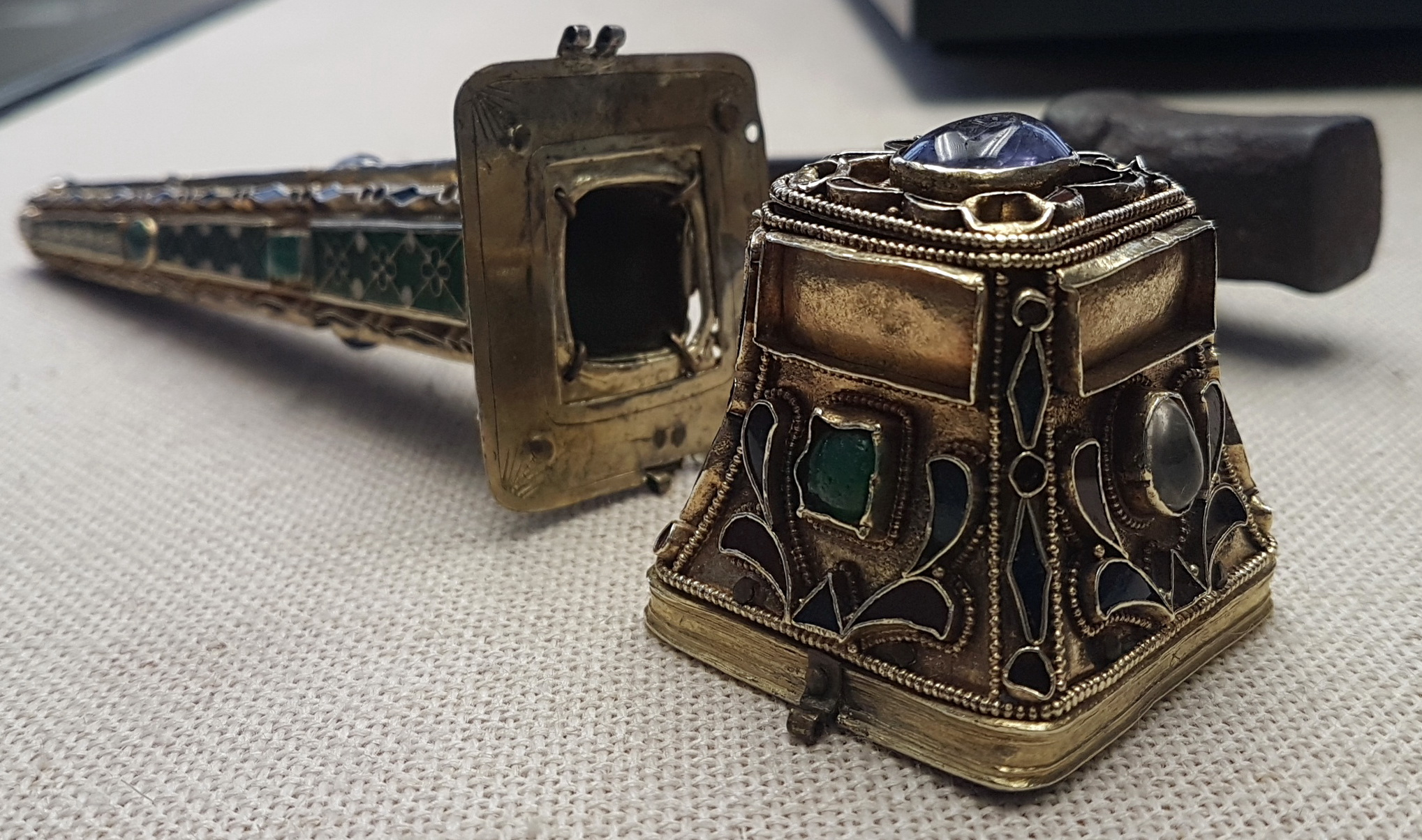
Idem
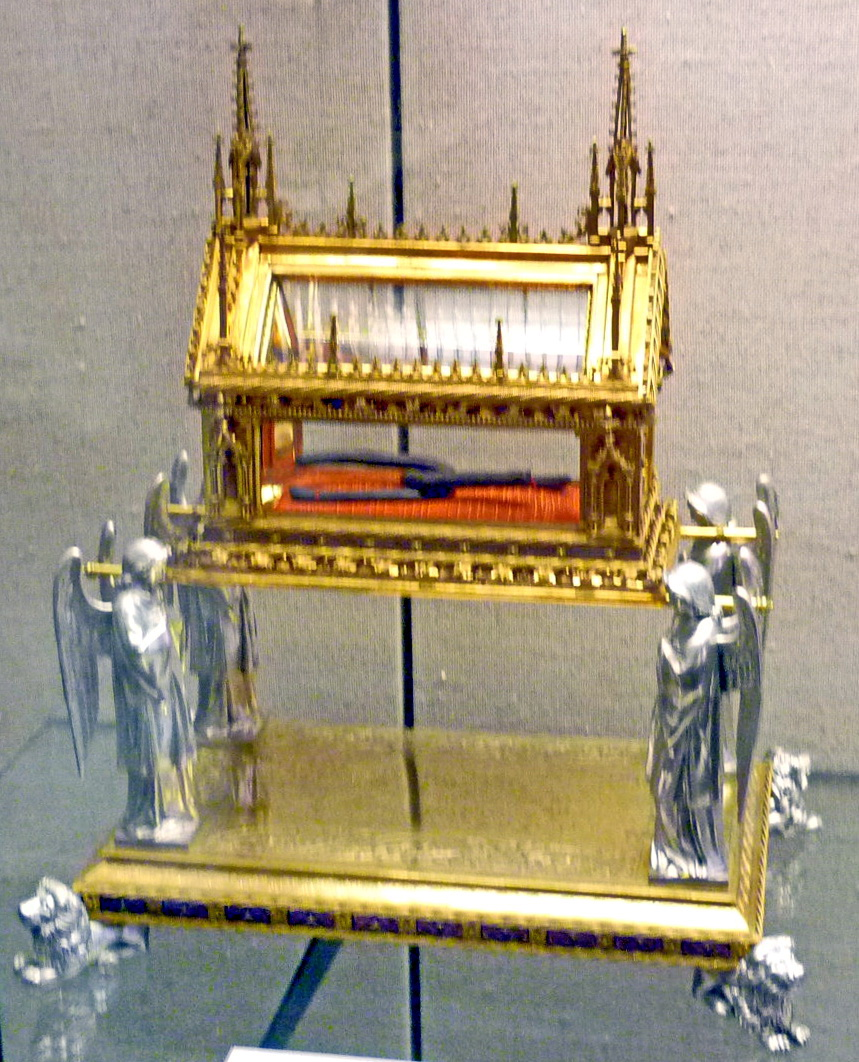
Ketenen van Sint-Petrus

## Kunsthistorische betekenis
De toeschrijving van zowel draagaltaar als spijkerreliekhouder aan de Egbertwerkplaatsen is onomstreden – ook zonder de inscriptie waarin Egbert als opdrachtgever wordt aangeduid. De vergelijking met andere producten uit dit hoogstaande atelier (onder andere de Petrusstaf in de Dom van Limburg, het Otto-Mathilde-kruis in de Dom van Essen en de emailles van de Codex aureus Epternacensis in het Germanisches Nationalmuseum in Neurenberg) kan met glans worden doorstaan. De vergelijking met latere werkstukken van het atelier, zoals het Borstkruis van Sint-Servaas (ca. 1025-50) in de Schatkamer van de Sint-Servaasbasiliek in Maastricht, maakt duidelijk dat de periode waarin het Egbertschrijn tot stand kwam (975-1000), de grootste bloeitijd was van de edelsmeedkunst in Trier.